# Блэйд (предстоящий фильм)
«Блэйд» (англ. Blade) — будущий американский супергеройский фильм, основанный на одноимённом персонаже издательства Marvel Comics. Картина должна стать одним из фильмов в медиафраншизе «Кинематографическая вселенная Marvel» и перезапуском серии фильмов о Блэйде. Производством занимается Marvel Studios, а распространением — Walt Disney Studios Motion Pictures. Сценаристами фильма выступят Майкл Старрбери, Ник Пиццолатто, Майкл Грин и Эрик Пирсон, а главную роль исполнит Махершала Али.
Marvel Studios приступила к разработке нового фильма о Блэйде в мае 2013 года после возвращения прав на персонажа от New Line Cinema. В 2016 году Али обсуждал возможность сыграть новую версию Блэйда, а в феврале 2019 года напрямую обратился к руководству студии со своей идеей. О разработке фильма и участии Али было официально объявлено в июле 2019 года на Комик-коне в Сан-Диего. В феврале 2021 года Стэйси Осей-Куффур стала сценаристом проекта, а в сентябре того же года Бассам Тарик получил должность режиссёра, но покинул проект спустя год из-за конфликтов в расписании. Ян Деманж и Старрбери присоединились в ноябре 2022 года. Пиццолатто присоединился в апреле 2023 года, а к ноябрю Грина наняли для написания нового сценария. В июне 2024 года переписыванием сценария занялся Пирсон, а Деманж ушёл с поста режиссёра. Съёмки пройдут на площадке Tyler Perry Studios в Атланте, а также в Кливленде, Новом Орлеане и Марокко.
Премьера «Блэйда» неизвестна: фильм перенесли на неопределённое время.

## Актёрский состав
- Махершала Али — Блэйд: полувампир, активный днём и охотящийся на вампиров[1]. Ранее Али исполнял роль Корнелла «Щитомордника» Стоукса в первом сезоне сериала Marvel Television «Люк Кейдж»[2].

Кроме того, в фильме снимутся Милан Рэй и Миа Гот.

## Производство

### Разработка
На Комик-коне в Сан-Диего в июле 2011 года креативный директор Marvel Entertainment Джо Кесада подтвердил, что Marvel Studios вновь приобрели права на съёмки фильма про Блэйда у New Line Cinema, которая ранее выпустила франшизу с Уэсли Снайпсом в главной роли. В мае 2013 года в Marvel был закончен рабочий сценарий нового фильма с помощью собственной сценарной программы. В июле 2015 года Снайпс рассказывал в интервью, что надеется вновь повторить роль в будущем кинокомиксе и ведёт переговоры с Marvel. Услышав о возможном перезапуске «Блэйда», актёр Махершала Али обсудил эту перспективу с Marvel сразу после выхода сериала «Люк Кейдж» производства Marvel Television. Ранее он сыграл Корнелла «Щитомордника» Стоукса в первом сезоне этого сериала. Телевизионное подразделение Marvel хотело создать из «Блэйда» новый сериал, и Али был прикреплён к роли как поклонник более мрачной версии персонажа от Снайпса. Али считал, что мрачный тон подойдёт новой адаптации, так как более поздние супергеройские проекты стали светлее. В октябре 2016 года президент Marvel Studios Кевин Файги подтвердил, что велись разговоры относительно включения персонажа в один из сериалов Netflix, но отметил, что планов на это в ближайшее время нет. В июне 2017 года Файги вновь заявил, что в определённый момент персонаж присоединится к Кинематографической вселенной Marvel (КВМ), назвав его «персонажем большого наследия» и отметив, как фильмы New Line доказали, что менее известные персонажи комиксов могут появляться в успешных фильмах. В августе 2018 года Снайпс рассказал, что обсуждает с Marvel будущее персонажа уже более двух лет, и уточнил, что для Блэйда разрабатываются два потенциальных проекта.

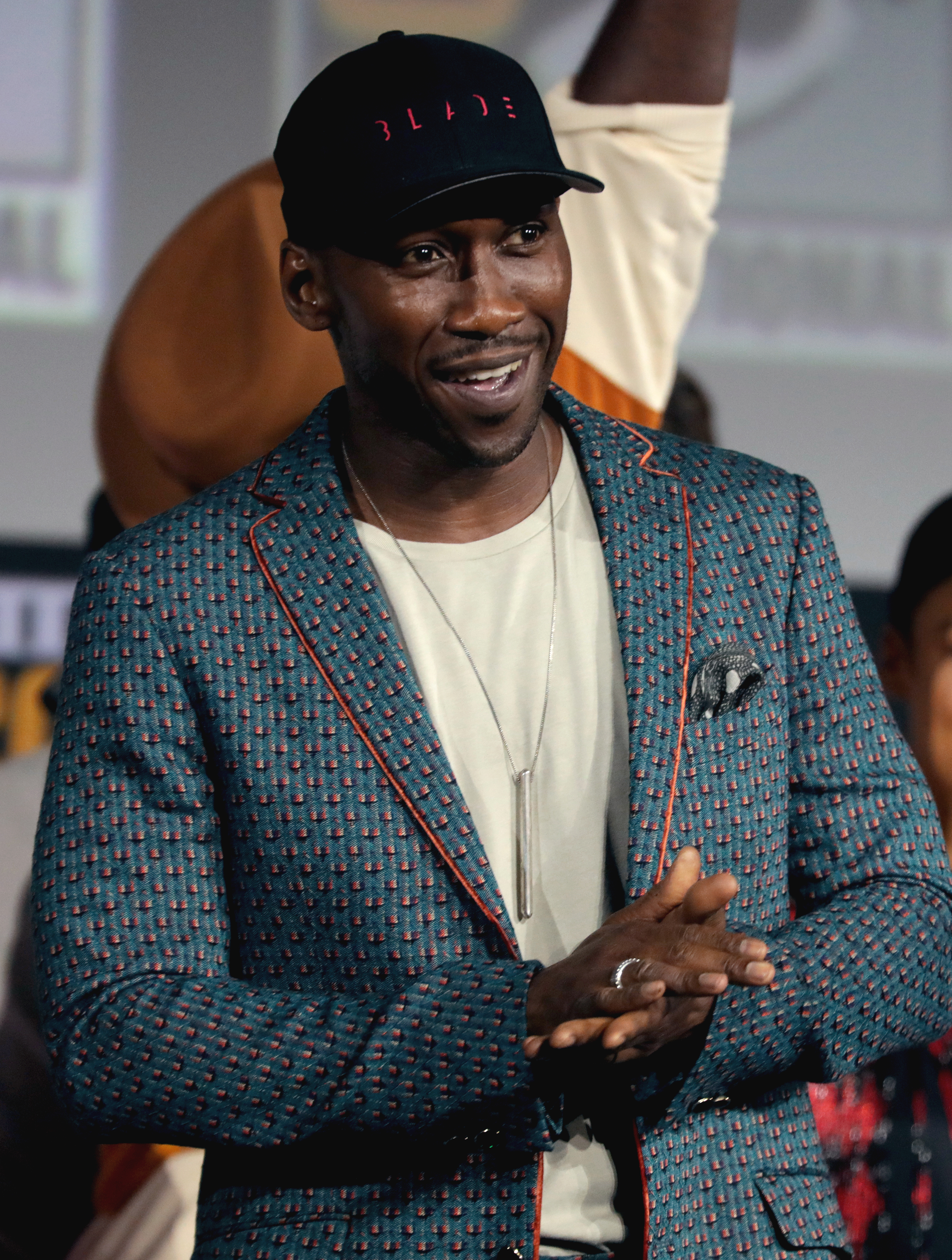
Актёр Махершала Али анонсирует «Блэйда» на Комик-коне в Сан-Диего в июле 2019 года

Вскоре после того, как Али выиграл «Оскар» за лучшую мужскую роль второго плана в фильме «Зелёная книга», в феврале 2019 года актёр связался со студией Marvel и предложил идею для нового фильма про Блэйда. В июле 2019 года на Комик-коне в Сан-Диего Файги официально объявил о разработке фильма и участии Али. Файги рассказал, что проект продвигался вперёд из-за интереса Али и что фильм станет частью будущей фазы КВМ, а не только что анонсированной Четвёртой фазы. Снайпс был удивлён анонсом, но отметил: «Такова индустрия развлечений!» Он поздравил Али с получением роли и отметил, что всегда будет поклонником Marvel Studios и КВМ. Активная разработка фильма началась только в середине 2020 года, и студия начала поиск кинематографиста для руководства проектом в конце 2020 года. Одним из продюсеров фильма наряду с Файги выступает член руководства Marvel Studios Эрик Кэрролл. В конце сентября Али подтвердил, что фильм будет иметь более тёмную тональность, чем предыдущие фильмы КВМ. В октябре Marvel Studios решила разделить должности сценариста и режиссёра проекта и начала поиск автора. Для работы над проектом студия надеялась собрать преимущественно темнокожих актёров и съёмочную группу.
Файги заявил в декабре 2020 года, что в ближайшее время будет предоставлена обновлённая информация о фильме. В феврале 2021 года было объявлено, что Стэйси Осей-Куффур стала сценаристом фильма после шестимесячного «тщательного поиска», в котором Али принимал непосредственное участие. Для фильма всерьёз рассматривались только темнокожие сценаристы, что, по мнению Бориса Кита из «The Hollywood Reporter», было отражением приверженности Marvel Studios к разнообразию (особенно для проектов с участием цветных персонажей). Позже в том же месяце Файги спросили, будут ли какие-либо будущие фильмы Marvel Studios иметь рейтинг R («18+»), так как многие фанаты надеялись, что «Блэйд» получит именно этот рейтинг. Файги раскрыл, что только третий фильм о Дэдпуле получит рейтинг R из-за того, что предыдущие фильмы этой франшизы уже получили этот рейтинг и взрослый тон. Продюсер сказал, что в других случаях студия надеется создать проекты, которые будут привлекательны как для детей, так и для взрослых, а рейтинг PG-13 («12+» или «16+») и его тональность не помешают рассказывать истории, которые создатели хотят донести до зрителей. Съёмки должны были начаться в сентябре 2021 года, но были перенесены на июль 2022 года, чтобы позволить Marvel Studios продолжить работу над сценарием.
С марта по июнь 2021 года руководство Marvel Studios встречалось с потенциальными режиссёрами из шорт-листа, сосредоточив свой поиск на темнокожих режиссёрах, таких как Стивен Кейпл-мл., Джастин Диллард, Реджина Кинг и Шака Кинг. В переговоры со студией также вступал Альберт Хьюз, однако он остался недоволен видением студии. За это время было выбрано несколько режиссёров для проведения итоговых встреч, и Бассам Тарик «покорил все стороны» своим видением фильма. В конце июля 2021 года Тарик провёл финальные переговоры и получил должность к началу сентября. Тарик сказал, что фильм не будет «замкнутым» при адаптации элементов комиксов, поскольку у персонажа есть развивающийся канон. Впервые Махершала Али появился в роли Блэйда с голосовым закадровым камео в сцене после титров фильма «Вечные» (ноябрь 2021 года), в которой он разговаривает с Дэйном Уитменом (в исполнении Кита Харингтона) по поводу Эбенового меча.

### Подготовка к съёмкам
Делрой Линдо получил неназванную роль в конце ноября 2021 года. Продюсеры с самого начала хотели пригласить Линдо на эту роль, но они не торопились с выбором актёра на другую важную роль в фильме, которая стала «одной из самых желанных ролей в Голливуде». Файги, Тарик и другие руководители студии встретились с «десятками перспективных актёров», и в конце февраля 2022 года Аарон Пьер получил свою нераскрытую роль. В январе 2022 года супервайзер визуальных эффектов «Вечных» Стефан Черетти сказал, что «очень скоро» супервайзером «Блэйда» станет его ассистент Мартен Ларссон, которому тот позволил использовать в фильме свой дизайн Эбенового меча. К концу марта к работе присоединилась художник-постановщик Стефания Челла, ранее работавшая над сериалом Marvel Studios «Лунный рыцарь» (2022) и фильмом Вселенной Человека-паука от Sony (SSU) «Морбиус» (2022). К июню Милан Рэй также получила роль в фильме, а старт съёмок был назначен на октябрь 2022 года. Работа по пре-продакшену началась в Атланте между серединой июня и серединой июля. Во время San Diego Comic-Con в 2022 году было объявлено, что премьера фильма состоится 3 ноября 2023 года, он станет частью Пятой фазы КВМ, а съёмки начнутся в октябре. В августе дизайнером костюмов стала Рут Картер, работавшая ранее над фильмами КВМ «Чёрная пантера» (2018) и «Чёрная пантера: Ваканда навеки» (2022).
В конце сентября 2022 года Тарик покинул пост режиссёра из-за дальнейших конфликтов в расписании и разницы в творческом видении Тарика и студии. В своих заявлениях Marvel Studios и Тарик сказали, что ценят время, проведённое вместе при работе над проектом, а Тарик останется в качестве исполнительного продюсера. В тот момент студия занялась поисками нового режиссёра, а сценарист «Лунного рыцаря» и главный сценарист мультсериала Marvel Studios «Люди Икс ’97» (2023) Бо Демайо занялся переписыванием сценария. Тогда старт съёмок был запланирован на ноябрь. Журналист Джефф Снайдер рассказал о том, что Али был недоволен некоторыми моментами разработки, в том числе состоянием сценария и тем, что Файги надо было «слишком тонко распространять» свою преданность расширенной КВМ. В начале октября Marvel Studios приостановила производство фильма для поисков нового режиссёра, планируя возобновить его в начале 2023 года, вследствие чего дата премьеры была перенесена на 6 сентября 2024 года. Журнал «/Film» сообщил о том, что со взятием нового курса на производство Али будет принимать непосредственное участие в работе, а дальнейшие изменения в сценарии будут контролироваться актёром. В течение нескольких недель Marvel Studios вела переговоры с кинематографистами, руководители были особо впечатлены подачей Яна Деманжа, и в ноябре он получил должность режиссёра, а Майкл Старрбери был нанят для переписывания сценария с нуля. В найме Старрбери принимал участие Али.
К февралю 2023 года Деманж готовился к съёмкам в Атланте, а начало процесса было запланировано на май 2023 года. В конце марта 2023 года Снайдер сообщил, что сценарий стал «постным» и лишился ранних неважных элементов, в том числе была удалена запланированная связь с «Вечными» с участием Харингтона в роли Уитмена; позднее Харингтон пояснил, что к слухам о его участии привело недопонимание и включать его персонажа в фильм даже не планировалось. Снайдер также он рассказал о возможной смене актёров в некоторых ролях, например дочери Блэйда. Сценарий Старрбери был назван «более мрачным, чем большинство фильмов КВМ». В апреле к актёрскому составу присоединилась Миа Гот, а позже в этом же месяце Ник Пиццолатто был нанят, чтобы написать сценарий к фильму, работая по написанному Старрбери материалу. Али ранее снимался в третьем сезоне сериала «Настоящий детектив», сценарий для которого писал Пиццолатто. Старт съёмок был запланирован на июнь, однако в начале мая Marvel отложила подготовку к ним, поскольку Пиццолатто не хватило времени для работы над сценарием в связи с забастовкой Гильдии сценаристов США, и решила возобновить производство по окончании забастовки. В июне премьера фильма была перенесена на 14 февраля 2025 года.
К ноябрю, после сообщений о том, что Али собирался покинуть проект из-за проблем со сценарием, Marvel наняла Майкла Грина для написания нового варианта; в предыдущем черновике было уделено большое внимание главному женскому персонажу и жизненным урокам, в то время как Блэйд был лишь четвёртым действующим лицом. Старрбери заявил, что слова о сценарии не отражали черновик, над которым он работал до забастовки и в котором Блэйд был «почти в каждой сцене». Издание Variety отметило наличие предположений того, что бюджет фильма будет меньше $100 млн и что таким образом Marvel постарается отойти от больших затрат. Снайдер сообщил, что внутри фильмов и руководства студии никто не упоминал работу над «Блэйдом» из-за проблем со сценарием и производством картины и что у проекта будет такой же бюджет, как и у других фильмов КВМ. По словам Деманжа, Marvel решила создать фильм с расчётом на рейтинг R и очень хотел показать через Али всю жестокость и грубость персонажа. В том же месяце, по завершении забастовки SAG-AFTRA, премьера картины была перенесена на 7 ноября 2025 года.
В июне 2024 года Ян Деманж покинул пост режиссёра фильма.
В июне 2024 года журнал The Hollywood Reporter сообщил, что на производственный ад проекта повлияла забастовка сценаристов, запуск Disney собственного потокового сервиса и общего перепроизводства корпорации. Согласно новому плану Marvel Studios, новый сценарий будет готов летом, а затем передан режиссёрам. Фильм 1998 года послужил для Кевина Файги вдохновением снимать кинокомиксы о второстепенных персонажах Marvel.

### Съёмки
Основная часть производства пройдёт на студии Tyler Perry Studios в Атланте, штат Джорджия, под рабочим названием «Идеальные следы», оператором станет Мэттью Либатик. Съёмки также пройдут в Кливленде, Новом Орлеане и Марокко. Первоначально съёмки должны были стартовать в сентябре 2021 года, но позднее были перенесены на июль 2022 года, когда их планировалось провести на Trilith Studios в Атланте, а затем на 5 октября и на ноябрь 2022 года, причём тогда съёмки должны были завершиться 28 января 2023 года. На тот момент времени съёмки в Кливленде должны были продлиться с 14 по 24 ноября 2022 года. Затем съёмки переносились на конец мая и на июнь 2023 года, но были вновь отложены из-за забастовки сценаристов.

## Премьера
Премьера «Блэйда» неизвестна, так как фильм перенесли на неопределённое время. Ранее назывались другие даты выхода: 3 ноября 2023 года, 6 сентября 2024 года ,14 февраля 2025 и 7 ноября 2025 года.